# Lawrence Furniss
Lawrence Furniss (né le 18 janvier 1858, mort en 1941) est un joueur de football et entraîneur anglais. Il est le premier entraîneur de l'histoire de Manchester City à jouer dans la Football League.

## Biographie
La carrière dans le football de Furniss commence dans les années 1880, avant la création des ligues de football comme on les connaît à ce jour, à St. Mark's (West Gorton), qui deviendra plus tard Ardwick AFC puis Manchester City. Aux alentours de ses vingt-cinq ans, il souffre d'une blessure à la jambe qui l'oblige à arrêter le football. Malgré cela, Furniss souhaite continuer son aventure avec le club, et prend part à des tâches administratives. Lors ce que le club est renommé Ardwick AFC, Furniss est l'un des hommes les plus influents de l'équipe.  Il est l'un des principaux responsables du déménagement du club dans son premier stade fixe, Hyde Road.
En 1889, Furniss est nommé secrétaire-manager de Ardwick, et amène l'équipe à une victoire en Manchester Cup. Ce succès joue un grand rôle dans le fait qu'Ardwick soit admis dans la Football League en tant que membre fondateur de la Second Division en 1892. Sous les commandes de Fourniss, Ardwick finit cinquième lors de la saison inaugurale de la Second Division. À ce moment-là Furniss quitte son poste d'entraîneur afin de se concentrer sur des tâches hors du terrain, passant le flambeau à Joshua Parlby.
Ardwick est impliqué dans de sérieux problèmes financiers en 1894, résultant à ce que le club soit renommé Manchester City Football Club. Furniss prend alors la responsabilité de résoudre la situation financière du club. Il utilise son propre argent pour rembourser les dettes d'Ardwick, et se voit obligé de retarder de trois ans son mariage.
Furniss est par deux fois président de Manchester City, la première fois pour une courte période en 1916, puis entre 1921 et 1928. En tant que président, il vit un second déménagement de stade, le club passant de Hyde Road à Maine Road en 1923.
À côté de son intérêt pour le football, Furniss est également le propriétaire d'une attraction à Marple, une petite ville située dans le Grand Manchester.
Furniss décède en 1941 à Fallowfield.